# 菱刈站
菱刈站（日语：〔〕／ Hishikari eki */?）是一個位於鹿兒島縣伊佐郡菱刈町前目（現時為伊佐市菱刈前目）的九州旅客鐵道（JR九州）山野線車站。在1988年（昭和63年）2月1日與山野線一同停用。為菱刈町的中心站。

## 停用前車站結構
- 有一個相對式月台2面2線。
- 有人站。
- 有一個木造站舍。

## 歷史
- 1921年（大正10年）9月11日：開始營業[1]。
- 1971年（昭和46年）2月1日：列車貨物起卸服務停止[1]。
- 1987年（昭和62年）4月1日：因國鐵分割民營化，本站成為九州旅客鐵道的車站[1]。
- 1988年（昭和63年）2月1日：與山野線一同停用[1]。

## 相鄰車站
九州旅客鐵道
山野線
西菱刈－菱刈－前目

## 注腳
1. 1 2 3 4  石野哲（編）. . JTB. 1998: 706. ISBN 978-4-533-02980-6 （日语）.

## 相關項目
- 日本鐵路車站列表